# Geissorhiza umbrosa
Geissorhiza umbrosa är en irisväxtart som beskrevs av Gwendoline Joyce Lewis. Geissorhiza umbrosa ingår i släktet Geissorhiza och familjen irisväxter. Inga underarter finns listade i Catalogue of Life.